# Lepisorus schraderi
Lepisorus schraderi är en stensöteväxtart som först beskrevs av Georg Heinrich Mettenius, och fick sitt nu gällande namn av Ren-Chang Ching. Lepisorus schraderi ingår i släktet Lepisorus och familjen Polypodiaceae. Inga underarter finns listade.